# Jean Nicolas Pierre Hachette

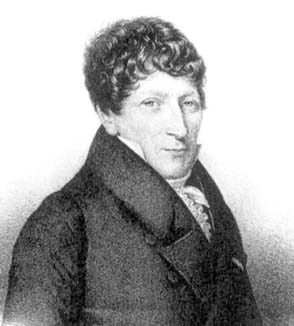
Jean Nicolas Pierre Hachette

Jean Nicolas Pierre Hachette (* 6. Mai 1769 in Mézières; † 16. Januar 1834 in Paris) war ein französischer Mathematiker.

## Werdegang
Hachette studierte in Reims und arbeitete ab 1788 an der École royale du génie de Mézières. Er war ein Anhänger der Revolution und wurde zum Mitglied des Ausschusses, der 1794 die Eröffnung der École Centrale des Travaux Publics vorbereitete – der späteren École polytechnique. Im selben Jahr wurde er dort Assistenzprofessor für darstellende Geometrie und 1799 Professor. 1816 wurde er vom Lehrkörper ausgeschlossen.
Um 1832 berichtete er der Akademie der Wissenschaften über die Versuche von Hippolyte Pixii. Seit 1823 war er Mitglied der Académie des sciences. 1825 wurde er als auswärtiges korrespondierendes Mitglied in die Académie royale de Bruxelles aufgenommen.

## Veröffentlichungen
- Nouvelle Construction d’une machine electromagnetique. In: Annales de chimie et de physique. 1832, Vol. 50, S. 322–324.
- De l’Action chimique produite par l’Induction électrique; Décomposition de l’Eau. (Note lue à l’Académie des Sciences, le 8 octobre 1832) (Online)